# Hospital André Mignot

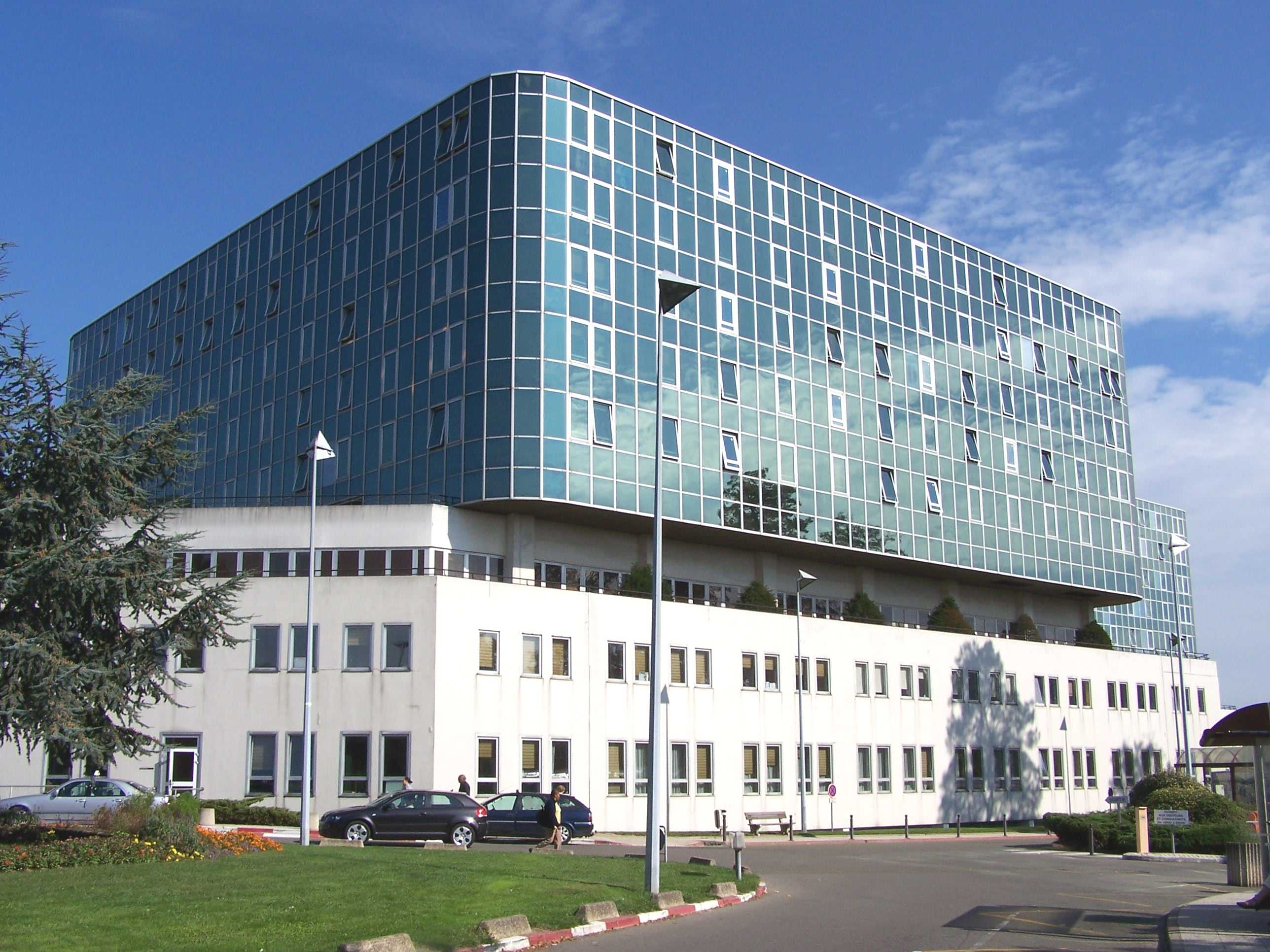
Una de las fachadas del hospital.

El Hospital André Mignot (en francés : Hôpital André Mignot, o Hôpital André-Mignot) es un hospital público situado en Le Chesnay. Fue construido en el siglo XX.
Es un hospital docente de la Universidad de Versailles Saint Quentin en Yvelines.

## Personas famosas que nacieron en el hospital
- Victor Wembanyama, jugador de baloncesto francés
- Nicolas Anelka, exfutbolista francés